# De betoverde kikker
De betoverde kikker is een volksverhaal uit Turkije.

## Het verhaal
Een oude padisha heeft drie zonen en hij wil dat ze trouwen voor hij sterft. De vizier van de padisha vertelt dat hij zal zoeken naar geschikte meisjes en de volgende ochtend, voor zonsopgang, de Gür Dağ (Rommelberg) op zal gaan. Vanaf de berg moeten de zonen een pijl naar de stad schieten. De meisjes uit de huizen die geraakt worden, zullen de bruiden worden. De oudste zoon schiet zijn pijl in het huis van de vizier en viert veertig dagen en veertig nachten bruiloft. De middelste zoon raakt met zijn pijl het huis van een rijke heer en trouwt. De jongste zoon schiet zijn pijl, maar deze raakt een populier.
De jongen schiet nog een pijl, maar opnieuw wordt de populier geraakt. Er wordt niemand gevonden en de jongen schiet een derde pijl. Opnieuw wordt de populier geraakt en de jongen gaat naar de populier. De volgende ochtend hoort de jongen een stem en ziet een kikker. Deze vertelt dat hij zijn zus de volgende dag naar het paleis zal sturen. De zoon van de padisha weet niet dat de zus van de kikker een betoverd feetje is. De volgende nacht wordt de jongen meteen verliefd op het meisje, maar ze zegt dat ze moet vertrekken en de volgende nacht terug zal komen. Ze trekt haar toverhuid, die verstopt was in de schoorsteen, weer aan en gaat als kikker naar buiten.
De zoon vindt het jammer dat het meisje overdag niet bij hem kan zijn en op een nacht verstopt hij zich om de komst van het meisje af te wachten. Hij ziet hoe ze de toverhuid verstopt bij de haard. De volgende ochtend staat de jongen vroeg op en verstopt de huid. Het meisje vertelt dat ze niet meer naar de jongen kan komen als ze de huid niet terug krijgt, want haar broers en zussen zullen haar doden. De jongen geeft uit medelijden de huid aan het meisje, maar later verbrand hij deze in het haardvuur. Het meisje kon nooit meer een kikker worden en ze vieren veertig dagen en veertig nachten bruiloft.

## Achtergronden
- De Turkse titel is Sihirli Kurbağa.
- Het verhaal komt uit Kastamonu, Ankara, Elvan, Istanbul, Adana, Mersin, Gümüshane, Amasya, Kavakdibi en Kars.
- Er zijn veel varianten op het verhaal.
- Het is eenzelfde type verhaal als Het meisje uit de vis.
- Door pijlschieten wordt bepaald met wie men zal trouwen. De pijl komt in een boom terecht. De kikker in de boom (in dit geval de zus van de kikker) moet de bruid worden.
- Het verbranden van de dierenhuid verbreekt de betovering.
- De hoofdmotieven van dit verhaal komen ook voor in de vertellingen uit Duizend-en-één-nacht.
- De Russische Turkoloog Radloff beschreef een variant die hij had gehoord in Altai (Siberië/Mongolië).